# 成澤卓
成澤 卓（なりさわ すぐる、8月29日 - ）は、日本の男性声優。北海道出身。キャトルステラ所属。

## 来歴
高校時代、映画館に週1ペースで通うような暮らしをしていたことがきっかけで、声優の道へ進んだという
スクールデュオ9期生。その後賢プロダクションに所属していた。
2012年よりベルプロダクションに預かりとして所属、2016年5月31日に退所した。
2017年8月よりキャトルステラ所属。

## 人物
特技として殺陣、タップダンス、スノーボード、スキー、音楽ゲームなどを挙げている。

## 出演

### テレビアニメ
2009年
- よくわかる現代魔法

2013年
- DD北斗の拳
- 惡の華

2015年
- だんちがい（TVCM・A男）

2016年
- とんかつDJアゲ太郎（白井錠助、BARのマスター）
- おくさまが生徒会長!+!（カップルの男子）

2017年
- ちょぼらうにょぽみ劇場第三幕 あいまいみー 〜surgical friends〜（ファンC）
- 王様ゲーム The Animation（井上浩文）

2018年
- 奴隷区 The Animation
- おじゃる丸（コイ）

2019年
- 明治東亰恋伽（物の怪3、男3、男子生徒3）
- 超可動ガール1/6（宿屋の主人）
- 魔王様、リトライ!（偵察、サタニスト斥候）

2020年
- みっちりわんこ!あにめ〜しょん（コタロウ）
- ピーター・グリルと賢者の時間（2020年 - 2022年、ジョン・グッドマン） - 2シリーズ

2021年
- 黒ギャルになったから親友としてみた。（男）
- スーパーカブ（生徒）
- 女神寮の寮母くん。（スーパー店員、チャラ男1、メイド喫茶男性客、カップル男性）
- 真の仲間じゃないと勇者のパーティーを追い出されたので、辺境でスローライフすることにしました（モーエン）

2023年
- 僕らの雨いろプロトコル（客A、男性A）

2024年
- じいさんばあさん若返る（勉）
- モブから始まる探索英雄譚（光梨の父親）
- 魔王様、リトライ!R（ミリガン）

### 劇場アニメ
- ドラえもん のび太とふしぎ風使い（2003年）[4]
- ドラえもん のび太のワンニャン時空伝（2004年）[4]

### Webアニメ
- 花のずんだ丸（2013年、キリリ丸[12]）
- 戦国ダンス STEP ON THE WARRIOR（2014年、斉藤義龍）[13]
- トリプルスレット（2017年、美里雄一）
- クソゲーって言うな!（2020年、王様[14]）
- トラとミケ（2021年、丸山さん）

### ゲーム
2007年
- タイムホロウ 奪われた過去を求めて（時尾亘）

2008年
- エーデルブルーメ（クラウス、ヴォルマー）

2009年
- コール オブ デューティ モダン・ウォーフェア2

2010年
- ラストランカー

2011年
- Diary（伊藤雅人）
- NOISE―voice of snow―（カミル）
- ファイナルファンタジー零式

2012年
- スタープロジェクト（有森宗助）

2014年
- 越えざるは紅い花〜大河は未来を紡ぐ〜（バル）

2017年
- デスティニーチャイルド（沈黙のキメラ）
- REDSTONE2（メルナンデル）

2018年
- ACE PHANTOM（男性オペレータ）
- マイコンビニ（ヒロト）
- リネージュ2 レボリューション（オエルマフム）
- ファイナルガーディアン（バーザル、朱棣、年を取った村長、吳越、妙手三、冥殺、盛庸、道須）
- グレントリア〜眠レル竜ト暁ノ戦士ノ物語〜（カイン）
- リバースユニオン（セイント・ライガー、明日から本気出すトカゲ）
- バハムートラビリンス（アレス、シャア）

2019年
- るるたるイデア（ナサニエル）
- メドゥーサと恋人（ガイオス）
- 幻想大陸エレストリア（深淵の誘い シーア）
- ナナカゲ〜7つの王国と月影の傭兵団〜（アナシ）
- インフィニティクロニクル（アクロス、クルド、キジク、エリオン）
- ArkResona -アークレゾナ-（エアル・サクソフォン、ホドリコ・レッドスナイプル、ジョニー・マロル）
- 第六猟兵
- MEOW-王国の騎士-（ガウェイン）
- メモリアルレコード（ヘイズ）
- 白き鋼鉄のX THE OUT OF GUNVOLT（クリム）
- LabyrinthChaser（クルーズ）
- 時の歌-終焉なきソナタ-（ロニー）

2020年
- VGAME
- 龍が如く7 光と闇の行方
- 三国鍛冶物語〜最高の商会を目指せ〜（黄蓋、左慈、諸葛亮、徐庶、賈詡、于禁）
- タイムリフレイン - 一巡後の世界 -（アーチャー、ランスロット）
- ステラクロニクル（ラル、キッド）
- CLOSERS（J〈3代目〉）

2024年
- 龍が如く8

2025年
- 龍が如く8外伝 Pirates in Hawaii

### ドラマCD
- 四号×警備-シングル・マインド-（2010年）
- ろんぐらいだぁす!（2017年[20]） - 単行本9巻特典CD
- ビックリマンドラマCD第3弾「激動パンゲラクシー 土の章」（2017年、土の大層マッドーチェ（フィアン）／ネイロス[21]） - 同人作品

### 吹き替え
映画
- 米軍極秘部隊ウォー・ピッグス
- カリーナの林檎〜チェルノブイリの森〜（アレキサンドル叔父さん）
- 101日（パトリック、他）

ドラマ
- 都市と都市

アニメ
- 凹凸世界 シーズン2
- カラミティ
- ミューン 月の守護者の伝説（クラック）
- 齢5000年の草食ドラゴン、いわれなき邪竜認定（盗賊頭）
- ロング・ウェイ・ノース 地球のてっぺん（ラルソン）

### 特撮
2010年
- 仮面ライダーオーズ/OOO（戦闘員の声）

2011年
- 仮面ライダーフォーゼ（戦闘員、他）
- 海賊戦隊ゴーカイジャー（ゴールドロイドゲロンパ、戦闘員の声）
- ゴーカイジャー ゴセイジャー スーパー戦隊199ヒーロー大決戦
- 海賊戦隊ゴーカイジャー THE MOVIE 空飛ぶ幽霊船（合体旧戦闘員、他）
- 仮面ライダー×仮面ライダー フォーゼ&オーズ MOVIE大戦MEGA MAX

2012年
- 海賊戦隊ゴーカイジャーVS宇宙刑事ギャバン THE MOVIE
- 特命戦隊ゴーバスターズ
- 非公認戦隊アキバレンジャー
- 仮面ライダー×スーパー戦隊 スーパーヒーロー大戦
- 仮面ライダーウィザード

2013年
- 獣電戦隊キョウリュウジャー
- 非公認戦隊アキバレンジャー シーズン痛
- 仮面ライダー鎧武/ガイム

2014年
- 烈車戦隊トッキュウジャー
- 仮面ライダードライブ

2015年
- 手裏剣戦隊ニンニンジャー
- 仮面ライダーゴースト

2016年
- 動物戦隊ジュウオウジャー

2017年
- 仮面ライダー×スーパー戦隊 超スーパーヒーロー大戦

### ナレーション
- スキージャーナル（2012年 - 2016年） - 解説ナレーション

### その他
- サラと謎のハッカークラブ

### シリーズ一覧
1. ↑  第1期（2020年）、第2期『Super Extra』（2022年）